# 元浦港
元浦港（もとうらこう）は、鹿児島県鹿児島郡十島村にある地方港湾。港湾管理者は十島村。統計法に基づく港湾調査規則では乙種港湾に分類されていたが、調査対象港湾の見直しにより、2010年度以降は調査対象外港湾となっている。

## 概要

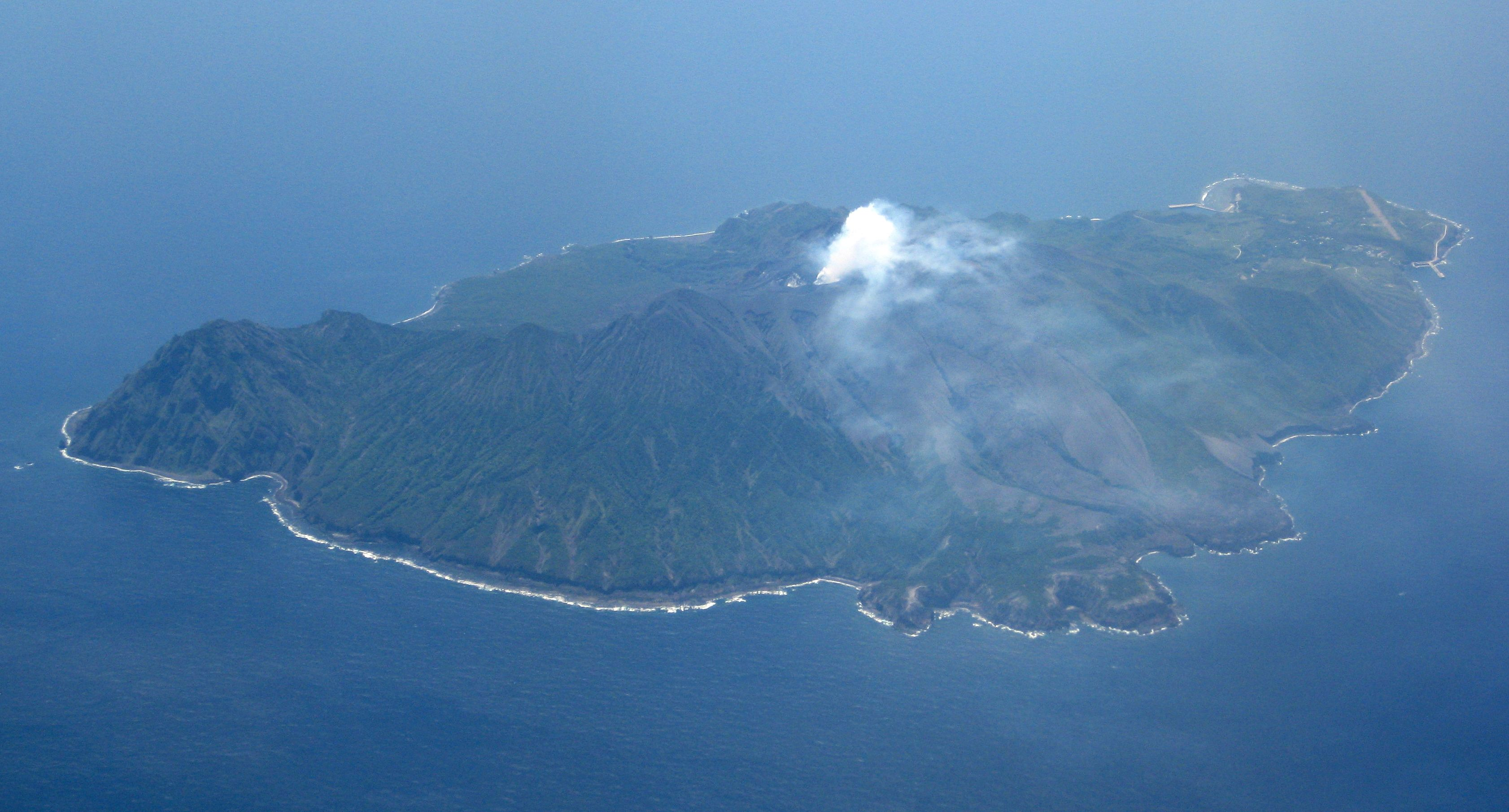
右上部の右側が元浦港、左側が切石港

トカラ列島の諏訪之瀬島の南端の西岸に位置する港湾で東シナ海に面している。かつては村営航路が就航していた。1977年に切石港改修事業が着工され、1983年より接岸しての荷役が可能となったため、その後は切石港発着となったが、天候・海況によっては補完港として当港が利用されている。
2009年度の発着数は6隻（8,505総トン）、利用客数は77人（乗込人員39人、上陸人員38人）である。

## 航路

### 村営航路
- 鹿児島港（本港区南埠頭） - 口之島 - 中之島 - 平島 - 諏訪之瀬島（切石港または元浦港） - 悪石島（やすら浜港） - 小宝島（小宝島港） - 宝島 - 奄美大島（名瀬港）

十島村が運航するフェリーとしまが切石港が利用出来ない場合に補完港として利用する。また、十島村が保有する高速観光船「ななしま2」のチャーター運航での利用も可能である。

## 港湾施設
島南端の東岸に建設されており、岸壁となる突堤のほか小型船船溜まりが設けられている。